# Elia Rediger

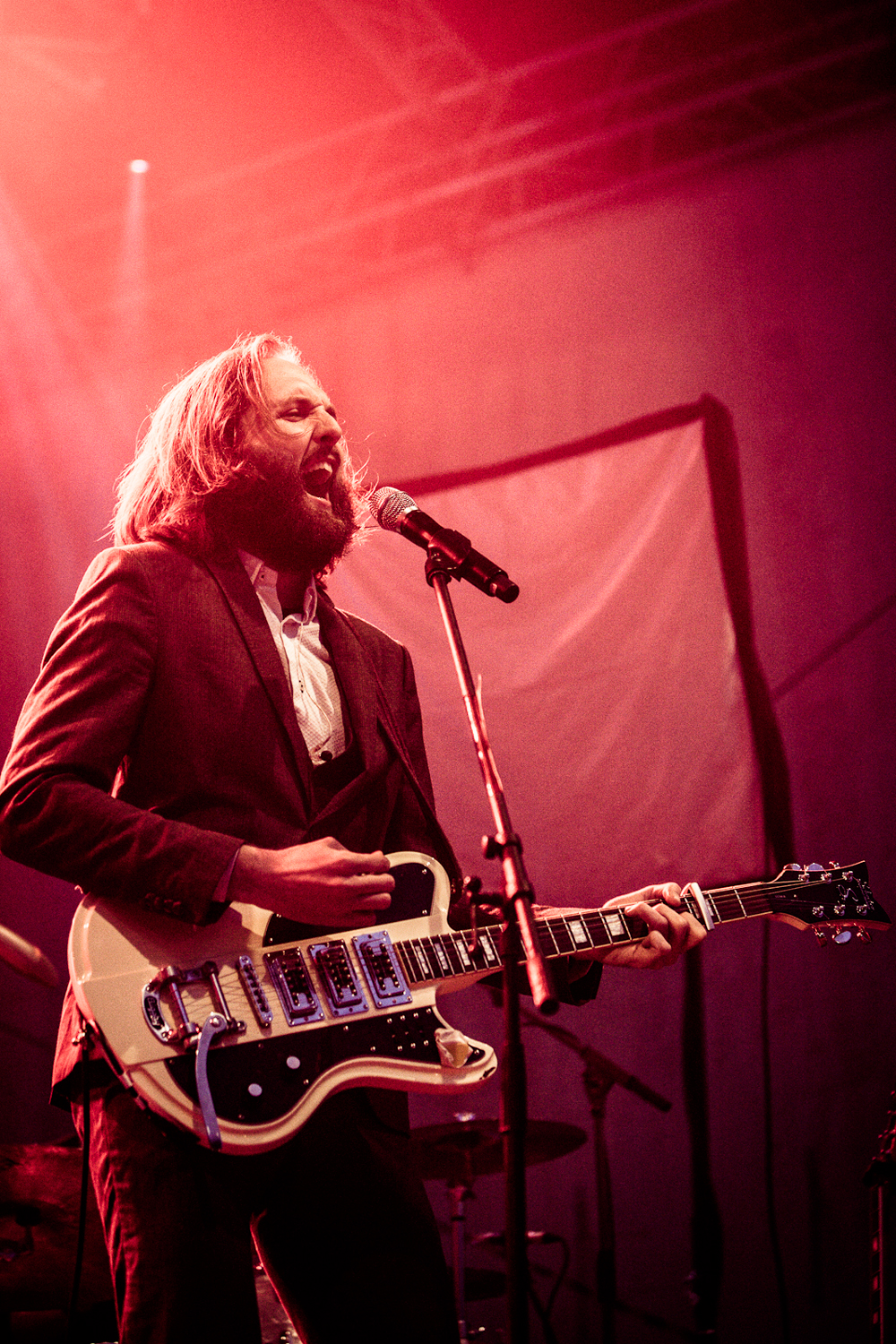
Elia Rediger 2007 in Darmstadt

Elia Rediger (* 8. Juli 1985 in Kinshasa, Kongo) ist ein Schweizer Sänger, Künstler, Regisseur und Lyriker.

## Leben
Elia Rediger (u. a. ausgezeichnet mit dem mit 25.000 Euro dotierten Tonali Award) wurde 1985 in Kinshasa, Kongo geboren. Als Sohn Schweizer von Entwicklungshelfern wuchs er nach der Rückkehr in die Schweiz in Basel auf, wo er als Kindersänger am Theater Basel auftrat. Nach Aufenthalten in Denver, USA und einem Studium in Medienkunst gründete er mit Fabian Chiquet 2006 die Musikgruppe The bianca Story in der er Texter, Frontmann und Sänger war und 4 Alben veröffentlicht hat.
Mit Regisseur Daniel Pfluger spielte The bianca Story erstmals im Theater. The Acid Monks und Gilgamesh Must Die! (Uraufführung Deutsche Oper Berlin, 2014) mit Regisseur Daniel Pfluger und Parade mit Fabian Chiquet sowie Peter Pan mit Michael Lippold am Stadttheater Bern (2015).
Mit Mut, Chaos & Lockerheit liess er sich 2012 als Bürgermeisterkandidat seiner Heimatstadt Basel aufstellen und machte mit Konzerten, Demokratischen Songwritingsessions und  Tanzparaden auf den androhenden Schlaf seiner Heimatstadt aufmerksam. Dabei einstand der erste offizielle «Urdemokratisch komponierte Wahlsong» mit 104 Urhebern. Seine Unruhestiftung sorgte für 2881 Stimmen. Schlussendlich gestand Rediger seine Niederlage ein, führte aber das politische Engagement im künstlerischen Feld zwischen Grosser Oper, Performance und Popwelt weiter.
Seine Texte und Musik befassen sich mit Irritationen, biographischen, utopischen, wie auch utopisch-realistischen Themen.
In Paris schrieb Rediger für das Basel Sinfonietta Orchester anlässlich des 50. Jahrestages des  LSD-Verbotes  14 Lieder für ein LSD-Oratorium. Zusammen mit William Brittelle und dem Basler Filmemacher Gregor Brändli entstand daraus ein Drehbuch für ein Konzertfilm. Im Oktober 2016 wurde das Oratorium Oh Albert mit der  Basel Sinfonietta aufgeführt.  Gleichzeitig erwähnte Rediger zum Anlass der Premiere das seine Band The bianca Story auf weiteres «ins oberste Gefrierfach gelegt wurde».
Als Hausautor des Konzerttheaters Bern, Schweiz, schrieb er in Zusammenarbeit mit dem Studio Kabako, DRC, sein erstes Musiktheaterstück Oh Boyoma. Dafür bereiste er im Frühjahr 2016 sein Geburtsland Demokratische Republik Kongo. Rediger gründete gemeinsam mit Benjamin Weidekamp, Michael Haves und Jérôme Bugnon das Künstlerkollektiv „Brigade Futur 3“; deren erstes Album Alles wird gut gegangen sein werden kam im November 2017 bei WhyPlayJazz heraus.
Sein mit Jürg Halter konzipiertes Singspiel Das Resort wurde 2019 am Stadttheater Bern uraufgeführt. Im September 2019 veröffentlichte er mit Dorine Mokha das im Kongo entstandene Minenoratorium Herkules von Lubumbashi; es handelt u. a. von seiner Auseinandersetzung mit dem Schweizer Rohstoffunternehmen Glencore. Seit Herbst 2019 leitet er das Late-Night-Format Aus dem Hinterhalt : Macht der Künste an der Deutschen Oper Berlin und lebt und arbeitet nach Aufenthalten in Denver, Paris in Basel und Berlin.

## Musikarbeit
Im Zentrum Redigers Musik steht die Erzähl- und Gesangsstimme. Die düsteren Stimmungen werden durch elektronische Stimmungen gebrochen. Dies bedingt durch sein Umgang von elektronischer Popmusik, Instrumentenrobotern, Chormusik, Klassik, Kongolesische Beatmusik, Jazz, Elektronik, Rock. Musik von Scott Walker, Neil Young, Mani Matter, Nina Simon, Bob Dylan haben ihn beeinflusst. Mit The bianca Story veröffentlichte Rediger  4 Alben und 2 Theaterstücke. 2009 realisierten sie mit dem, „Unique Copy Album“ eine Kunstauktion, mit der ein Album als Unikat versteigert wurde. Dieses Album erlangte auch durch die öffentliche Kritik Seitens Redigers an Wu-Tang Clans Unikatalbum breitere Aufmerksamkeit. Für das Album „DIGGER“ erreichte Rediger mit The bianca Story mit 90‘000 Euro die damals höchste je gesammelte Crowdfunding Summe für Musik in Europa. Das Album ist seither gratis erhältlich und wurde von The bianca Story als «freigekauft» genannt. The bianca Story tourt seit 2006 in Europa und der Schweiz. Sie sind Gewinner des Basler Pop Preises 2010  ihrer Heimatstadt Basel und waren bis 3015 bei Tim Renners Label Motor Music (Berlin) unter Vertrag. Mit dem Song „Dancing People Are Never Wrong“ gelang ihnen mit Jan Blomqvist einen Clubhit. Der führende Schweizer Pop&Rock Radiosender SRF 3 betitelte sie 2009 als „die wichtigste Band der Schweiz“. Erste solistische Lieder entstanden 2015.
In Paris schrieb Rediger 14 Texte und Lieder für ein orchestrales LSD-Oratorium. Zusammen mit Post-Genrekomponist entstand Oh Albert als psychedelische lyrischer Konzert. Die Uraufführung mit der Basel Sinfonietta fand in seiner Heimat- und Geburtsstadt des LSDs Basel statt. Zusammen mit Filmemacher Gregor Brändli entstand ein gleichnamiger experimenteller Konzertfilm in 14 Kapiteln mit Publikum. (New Amsterdam Records 2022) im April 2019 premierte seine erste Operette, geschrieben zusammen mit Jürg Halter unter dem Titel[Das Resort] am Konzerttheater Bern. Für Regisseur Milo Rau  übernahm er 2020 die Komposition für Das neue Evangelium und Antigone im Amazonas (VÖ APRIL 2023).
Am Theaterspektakel Zürich schrieb er einen Choral für 230 Chorsänger zwischen Kongo und Zürich.

## Musik
- 2022: Elia Rediger & William Brittelle Oh Albert, LSD-Oratorio (mit Basel Sinfonietta), (New Amsterdam Records 2022)
- 2020: Elia Rediger –  Das neue Evangelium/Milo Rau (Soundtrack)
- 2019: Elia Rediger - Hercule De Lubumbashi (Podium 2019)
- 2017: Brigade Futur 3 –  Alles Wird Gut Gegangen Sein Werden (WhyPlayJazz 2017)
- 2017: Elia Rediger & Frank Moka – Oh Boyoma Soundtrack (Theater der Zeit)
- 2017: Elia Rediger: 7 Brüder – Musik zum Hörspiel, SRF Kultur
- 2015: Elia Rediger – Musik zu Peter Bichsel Hörspiel: „Eigentlich möchte Frau Blum den Milchmann kennen lernen“ SRF[8]
- 2014: Elia Rediger – Flowers (Isnt-NITS – Faze Records)
- 2013: The bianca Story – Digger (Motor Music)
- 2013: The bianca Story – M & The Acid Monks (Motor Music)
- 2012: The bianca Story – Coming Home (Motor Music)
- 2008: The bianca Story – Hi Society! (Rodeostar Records)

## Kunst
- 2019: Macht der Künste - Late Night Show an der Deutschen Oper Berlin. Bühne & Ausstattung: Thea Hoffmann
- 2014: Videoclip: Does Mani Matter? mit Dieter Meier, Gregor Brändli - The bianca Story
- 2013: LISTE Art Fair, Performance: Blue Notes
- 2012: Autocenter Berlin: Performance mit Marc Hofweber.
- 2009: Kunstauktion Unique Copy Album Kunsthaus Glarus (mit The bianca Story) (CH)
- 2003: Faust 3: Neues Theater am Bahnhof Dornach

## Musiktheater
- 2023: Antigone im Amazonas - Theater, Musikkonzept, Musik, Sounddesign, Regie: Milo Rau, NtGent, Brasilien, Belgien
- 2022: The Ghosts Are Returning - GROUP50:50 Musiktheater, Regie, Musikalische Leitung, Festival Düsseldorf, Kaserne Basel, Podium Festival Esslingen
- 2021: Grief & Beauty - Theater, Musikalische Leitung, Sounddesign, Regie: Milo Rau, NtGent, Belgien
- 2020: Hercule de Lubumbashi - Dokfilm & Live-Performance, Theaterspektakel Zürich, WAZA Institut Lubumbashi, DRC
- 2019: Hercule de Lubumbashi - Ein kongolesisches Minenoratorium (Idee Konzept: Elia Rediger & Dorine Mokha. Dramaturgie Eva-Maria Bertschy, Katia Flouest. UA Podium Festival Esslingen)
- 2019: Das Resort  – Ein Singspiel (Idee & Komposition: Elia Rediger, Text & Konzeption: Jürg Halter – Inszenierung Antje Schupp)
- 2017: Oh Boyoma (Text & Musik: Elia Rediger, in Kooperation mit Franck Moka, Dorine, Mokha, Innocent Bolunda – Inszenierung Michael Lippold)
- 2015: Peter Pan J.M.Barrie (mit The bianca Story – Inszenierung Michael Lippold)
- 2014: Gilgamesh Must Die! (mit The bianca Story – Inszenierung Daniel Pfluger)
- 2013: Parade (mit Fabian Chiquet, Yannik Gyger)
- 2011: M & The Acid Monks (mit The bianca Story – Inszenierung Daniel Pfluger)
- 2009: Chris Crocker (mit The bianca Story)